# Primtal

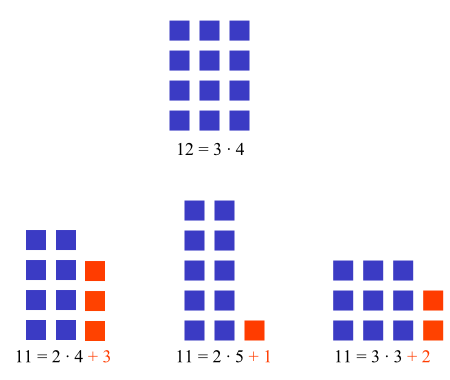
11 är ett primtal, men inte 12.

Ett primtal är ett naturligt tal som är större än 1 och inte har några andra positiva delare än 1 och talet självt.
Den grekiske matematikern Euklides visade på 300-talet f.Kr., med Euklides sats, att det finns ett oändligt antal primtal.

## Egenskaper
Till exempel är 7, 29 och 127 primtal, det först- och sistnämnda av typen Mersenneprimtal. Däremot är inte 45 = 3 · 3 · 5, 91 = 7 · 13 och 2047 = 23 · 89 primtal. Det sistnämnda är ett Mersennetal, men inte ett Mersenneprimtal. De flesta av de största funna primtalen är Mersenneprimtal, eftersom det finns ett snabbt test för att avgöra om ett Mersennetal är ett primtal.
Det förekommer att två på varandra följande udda tal är primtal, exempelvis 11 och 13, 1949 och 1951. Dessa tal kallas primtalstvillingar. Det är inte känt om det finns oändligt många sådana par. De enda primtalstrillingarna är 3, 5 och 7 och primtalsfyrlingar eller större eller andra primtalstrillingar existerar inte eftersom ett av tre på varandra följande udda tal är delbart med 3. Primtalen och deras fördelning är ett område som alltid intresserat matematiker. Primtalen är viktiga inom talteorin eftersom aritmetikens fundamentalsats säger att alla heltal större än 1 kan uttryckas som produkten av heltalspotenser av distinkta primtal, där ordningen av primtalspotenserna inte spelar någon roll. Exempelvis är 12 = 2^2 * 3 = 3 * 2^2. Från början hanterades 1 som ett primtal, men primtalsdefinitionen ändrades till att bara inkludera alla naturliga tal större än 1 eftersom inklusionen av 1 skapar svårigheter i formuleringar av matematiska teorier.
De primtal som är mindre än 100 är (talföljd A000040 i OEIS):
2, 3, 5, 7, 11, 13, 17, 19, 23, 29, 31, 37, 41, 43, 47, 53, 59, 61, 67, 71, 73, 79, 83, 89, 97
2 är det enda jämna primtalet eftersom alla jämna tal är delbara med 2. 5 är det enda primtal som har 5 som slutsiffra i talbas 10, eftersom alla tal vars slutsiffra är 5 är delbara med 5.

## Tvåkvadratsteoremet
Primtalen kan, om primtalet 2 utelämnas, delas upp i två klasser: de som kan skrivas på formen 4n + 1 och de som kan skrivas på formen 4n + 3. De förstnämnda är 5, 13, 17, 29, 37, … och de senare är 3, 7, 11, 19, 23, …. Alla primtal i den förra klassen, men inget i den senare kan uttryckas som summan av två heltalskvadrater.
Sambandet upptäcktes av Fermat, som nämnde det i ett brev till matematikern Marin Mersenne 1640. 
Tvåkvadratsteoremet har av den engelske matematikern Hardy klassats som ett av matematikens vackraste och kan formuleras som:
Det udda primtalet p kan skrivas p = x2 + y2 där x och y är heltal, om och endast om p = 4n + 1. Exempel: 
{\displaystyle 5=1^{2}+2^{2},\quad } {\displaystyle 13=2^{2}+3^{2},\quad } {\displaystyle 61=5^{2}+6^{2},\quad } {\displaystyle 97=4^{2}+9^{2},\quad } {\displaystyle 641=4^{2}+25^{2},\quad } {\displaystyle 1949=10^{2}+43^{2}.}

## Primtalsbestämning
För att hitta primtal mellan 1 och ett godtyckligt tal n, finns en enkel och relativt effektiv metod som kallas för Eratosthenes såll. Denna teknik kan även användas för att avgöra om ett visst givet tal är ett primtal. Det är det snabbaste kända sättet att beräkna primtalen. Det finns formler som genererar det n:te primtalet, men de är för ineffektiva för att vara användbara.
En effektiv men primitiv metod för att avgöra om ett tal {\displaystyle n} är ett primtal, är att dividera detta med alla hela tal, från 2 till och med det som är närmast mindre än eller lika med {\displaystyle {\sqrt {n}}}. Om därvid någon divisionsrest blir noll, är talet ej ett primtal och processen kan avbrytas. 
En effektivare metod, som bygger på att man har tillgång till en primtalslista, är att dela talet {\displaystyle n} med alla primtal från 2 till och med det primtal, som är mindre än eller lika med  {\displaystyle {\sqrt {n}}}. Om {\displaystyle n} inte är ett primtal kan det skrivas som produkten av två tal, vilka inte båda kan vara större än {\displaystyle {\sqrt {n}}}:
{\displaystyle n=a\cdot b\quad \Rightarrow \quad a\leq {\sqrt {n}}\quad eller\quad b\leq {\sqrt {n}}}

### Exempel:103
För att undersöka om ett tal är ett primtal räcker det således att pröva med alla primtal som är mindre än kvadratroten ur talet. Kvadratroten ur 103 är cirka 10 (10,14889157...) därför räcker det med att testa om 103 är delbart med något av talen 2, 3, 5 eller 7:
- Talet är inte delbart med två eftersom det är udda.
- Talet är inte delbart med 3 eftersom dess siffersumma (1+0+3) inte är delbar med 3.
- Talet är inte delbart med 5 eftersom dess slutsiffra inte är 0 eller 5.
- Talet är inte delbart med 7; 103 / 7 = 14 5/7.

Alltså är 103 ett primtal.
Metoden ovan är ganska effektiv för små tal, men är inte särskilt användbar inom modern kryptografi där man använder sig av primtal bestående av hundratals siffror. Med hjälp av en persondator kan man primtalstesta ett tal bestående av 100 siffror inom loppet av en sekund. 

### Effektivitet
Den primitiva metod som beskrivits ovan är mycket ineffektiv för stora tal. Antalet bitoperationer som krävs är åtminstone {\displaystyle c{\sqrt {n}}} stycken, om man redan har tillgång till en primtalslista. Detta betyder att tidskomplexiteten är exponentiell.
Matematiker har länge letat efter ett effektivt primtalstest, särskilt efter ett med polynomiell tidskomplexitet. 1975 utvecklade Gary Miller en algoritm som testade om ett heltal var ett primtal med O((log n)5) bitoperationer, men då antog han att den ännu obevisade Riemannhypotesen stämde. (Se även ordo.)
1983 utvecklade Leonard Adleman, Carl Pomerance och Robert Rumely en algoritm med tidskomplexitet, (log n)c log log log n som inte är polynomiell tid men nästan eftersom exponentens log log log n växer så långsamt.
2002 lade den indiska professorn Manindra Agrawal och hans två doktorander Neeraj Kayal och Nitin Saxena fram AKS-agoritmen, som är ett primtalstest som använder O((log n)12) bitoperationer. Deras algoritm förvånade många matematiker då ingen tidigare hittat ett test, som endast krävde polynomiell tid. Om man antar en vedertagen förmodan om tätheten hos Sophie Germainprimtal så använder deras algoritm endast O((log n)6) bitoperationer.

## Det största kända primtalet
Det läggs ner mycket arbete på att försöka hitta allt större primtal. Det största primtal som hittills har hittats är 282,589,933 − 1 vilket är 24 862 048 siffror långt och hittades den 7 december 2018 av projektet Great Internet Mersenne Prime Search (GIMPS) och Patrick Laroche. Talet är ett Mersenneprimtal, vilket innebär att det har formen 2n − 1.
Det största kända primtalet som inte är ett Mersenneprimtal är 19 249 × 213 018 586 + 1, vilket är 3 918 990 siffror långt och hittades i maj 2007. Talet är ett Prothprimtal, vilket innebär att det har formen k × 2n + 1.

## Antalet primtal
Det finns oändligt många primtal, vilket bevisades av Euklides under 300-talet f.Kr. i Euklides sats.

### Euklides bevis
Antag att det bara finns ändligt många primtal – n stycken – och etikettera dem p1, p2, ..., pn. Definiera nu talet P = p1·p2·...·pn + 1. P är då större än 1 och därmed enligt aritmetikens fundamentalsats ett primtal eller en produkt av primtal eftersom det finns åtminstone ett primtal. Om P är ett nytt primtal så har vi funnit ett primtal som inte ingick i vår ursprungliga mängd av samtliga primtal. Om P istället är en produkt av primtal så måste det vara en produkt av okända primtal eftersom division med något av p1, p2, ..., pn samtliga resulterar i resten 1. Därmed kan P inte vara delbart med något av dessa primtal från vår ursprungliga mängd. Eftersom vi i båda fallen visat att det måste finnas ytterligare primtal, som inte ingick i vår ursprungliga mängd, måste det finnas oändligt många primtal, då vi alltså visat att varje begränsad mängd av primtal alltid är ofullständig. Ett starkare resultat är Dirichlets sats om aritmetiska följder, som säger att om a och d är positiva relativt prima heltal, så finns det oändligt många primtal på formen a + nd, där n är ett icke-negativt heltal.

### Alternativt bevis
Leonhard Euler och Leopold Kronecker visade år 1876 att antalet primtal är knutet till den harmoniska serien genom sambandet
{\displaystyle \sum _{k=1}^{\infty }{\frac {1}{k}}=\prod _{p}{\frac {1}{1-{\frac {1}{p}}}},}
där produkten beräknas över samtliga primtal.
Det faktum att den harmoniska serien är divergent innebär att produkten också är divergent, vilket den endast kan vara om den består av oändligt många faktorer, vilket innebär att antalet primtal är oändligt många.
Sambandet som Euler och Kronecker fann utgör startpunkten för det område inom matematiken som kallas analytisk talteori; man använder resultat från matematisk analys för att studera problem inom talteori. Detta är en oväntad koppling, eftersom talteori sysslar med heltal (diskreta objekt) och matematisk analys med reella- och komplexa tal (icke-diskreta objekt).
Ytterligare ett bevis att det finns oändligt många primtal:
Antag att n är det största primtalet. Men n! + 1 är inte delbart med något tal, som är mindre än n eller lika med n. Det vill säga, n var inte det största primtalet.

## Olösta problem
Det finns fortfarande många olösta frågor angående primtalen:
- Finns det oändligt många primtalstvillingar?
- Finns det oändligt många primtal på formen n2+1?
- Finns det alltid ett primtal mellan n2 och (n + 1)2?
- Hur många primtal är Fermattal? Hittills har endast fem sådana hittats.
- Innehåller Fibonaccitalföljden oändligt många primtal?
- Finns det oändligt många Sophie Germainprimtal?

## Tillämpningar
Under lång tid ansågs talteori i allmänhet och studiet av primtal i synnerhet som utmärkande för ren matematik, utan några tillämpningar utanför den egna teorin. Särskilt talteoretiker, som exempelvis G.H. Hardy, var stolta över att bedriva forskning som saknade betydelse för militären. Hans visioner raserades när det offentliggjordes att primtal användes som byggstenar inom öppen-nyckel-kryptering.
Primtal används även för hashtabeller och pseudoslumptalsgeneratorer. En pseudoslumptalssekvens kan användas för utplacering av dubbar på ett dubbdäck för att undvika resonansfenomen.

## Olika grupper av primtal
Allt efter egenskaper kan primtal kategoriseras i grupper, exempelvis:
- Primtalstvillingar, det vill säga två primtal som ligger så nära varandra som möjligt (bortsett från exemplet med 2 och 3 innebär det att vara åtskilt av två, exempelvis 17 och 19 eller 149 och 151).
- Primtalssexlingar  - Primtal som åtskiljs med 6
- Mersenneprimtal, primtal av formen 2n - 1.
- Prothprimtal, primtal av formen k · 2n + 1.
- Fermatprimtal, primtal av formen 22n + 1.
- Pythagoreiska primtal, primtal av formen 4n + 1.
- Fakultetsprimtal, primtal av formen n! ± 1.
- Sophie Germainprimtal, primtal p där 2p + 1 också är primtal.

Av mer underhållande karaktär är de så kallade "James Bondprimtal", som är primtal som slutar med 007. De fyra första är 7 (007), 4007, 6007 och 9007.